# 科技证券
中国科技证券有限责任公司，是由中国科学院组建的中国科技国际信托投资公司，以其营业部等证券类资产作价7亿元改制，并联合注资1.8亿的山西交通投资公司等其他8位股东设立的综合类证券公司。2002年9月25日，正式获证监会批准设立，同年10月16日正式成立，注册资本10.56亿元。破产前共辖有23家证券营业部和13家服务部，总资产接近40亿元，资产负债率逾70%。

## 违规和亏损
中国科技证券自成立伊始便遭遇大股东占用巨额保证金、其他股东注资不实等问题。由于比较容易处置的资产早在1998年至2002年已由科技信托清理殆尽，留给科技证券的资产均是不良资产。科技证券还要应付从信托遗留下来的600多起法律纠纷、官司。而证券公司正常的投资银行等业务，科技证券已无暇顾及，仅做过上海华联商厦的承销团成员，及一些小公司的财务顾问。自营业务没有发展，只是承接了10多亿由科技信托建仓做庄的股票。因此借新还旧、处置资产变现偿还债务成为公司成立以来最主要的工作。此外，公司成立时，其他8家股东共注资的3亿余元多数属于虚假注资。手段主要为科技信托公司向股东单位的关联公司支付资金，之后股东单位出面向科技证券注资。或者股东单位到银行贷款，科技信托担保，以贷款资金向科技证券注资。到期后，由科技信托或科技证券归还。同时，科技证券大量保证金被科技信托挪用，并承接了科技信托至少10亿以上的以个人、机构委托理财、国债回购等各种名义的对外借款。2002年，证监会为了使新成立的科技证券尽量干净，否决了科技信托整体改制为科技证券的方案，而选择了剥离设立方式。但科技证券与科技信托两个公司一套人马。科技信托将证券类资产剥离设立科技证券后，科技信托的领导班子和员工也转入科技证券，信证改制过程中财务、人员没有分离，使原来科技信托的负债转化为科技证券的负债。在此过程中，证监会未曾对科技证券在人员、财务方面与信托不彻底分离现象进行有效干涉。巨额负债对应的有效资产仅有投入10亿元的北京亚运村地区名人广场等房地产，以及科技信托遗留下的自营业务。
2004年，中国华融托管了德隆系旗下三家券商德恒证券、恒信证券和中富证券，并计划注资作为综合性券商的中科证券以托管上述三家券商的营业部。2005年，中科证券成为建银投资首批注资拯救的券商。建投的方案是拿出35亿元，用于收购其所有的资产，并帮助科技证券填平所挪用的客户保证金缺口，而所欠的个人和机构委托理财债务，则通过2005年8月30日成立的中国证券投资者保护基金有限责任公司来偿还。不过此方案最终被中国人民银行稳定局否决，央行建议投资者保护基金公司进入，并引入外资进行重组。由于双方对重组方案未达成一致，中科证券的重组工作改归证监会主导。随后证监会有意设立一家新证券公司，把科技证券的证券类资产注入新公司，把非证券类资产剥离至其他公司。原计划中国证券投资者保护基金公司成为新公司的股东，中关村证券、广东证券借助新设立的平台一起整合。2006年2月24日下午3点收市之后，由证监会深圳证监局特派员庄穆和证券投资者保护基金带领的20多位托管人员组成的托管现场工作组，分别来到中国科技证券位于北京名人广场的总部及全国的23家营业部，宣布公司被中国证券投资者保护基金托管的决定。公司员工于当日才得知消息，并在决定宣布后被要求暂时不得离开公司，以便进行相关交接工作。随后来自央行、证监会、北京市政府、证券投资者保护基金公司等多个单位的工作人员分别组成行政清理工作组和托管工作组等同时进驻，采取托管、清算一体化的模式进行风险处置。根据中国科技证券2003年年报披露其总资产为36.6亿元，股东权益15.8亿元，全年营业收入达到2.02亿元，实现税前利润2218万元，但实际上经营出现问题，主要亏损包括占用客户保证金16亿多元、未兑付的个人委托理财款项近3亿元、机构委托理财10亿元等，资产负债率逾70%。

## 安信证券
2006年8月18日，证监会批准证券投资者保护基金以原广东证券资产为核心，结合中关村证券和中国科技证券剥离后的优质资产设立安信证券。并获得上交所、深交所会员和中国证券登记结算有限责任公司结算参与人资格，获准开展证券经纪、财务顾问、承销与保荐、自营、资产管理等多项业务。9月28日，安信证券正式开业，其注册资本为15.1亿元，其中中国证券投资者保护基金出资15亿元，占注册资本的99.34%；深圳市投资控股有限公司出资0.1亿元，持股比例0.66%。同时原属于中国科技证券的19家营业部及4家证券服务部转让给安信证券，其余营业部及证券服务部均关闭。2006年11月，中科证券被撤销证券业务许可，中科信随后丧失其继续存在的基础，于2007年11月6日被中国银监会依法予以撤销，中国东方资产管理公司组成清算组进驻公司实施清算工作。

## 破产和处罚
中科证券最终将位于北京亚运村的所属房产名人广场以数亿元高价售予中石油所属公司用以偿还债务。2007年9月7日，中信证券受让中国科技证券所持有华夏基金的3.55%股权，华夏基金自此成为中信证券全资子公司。11月30日，中科证券破产案第一次债权人会议召开。
2009年3月20日，因挪用客户交易结算资金、挪用客户债券、承诺保底收益的违规委托理财以及重庆营业部违法融资交易等问题，证监会对中科证券法定代表人、董事长、总裁张钢等4名责任人员分别给予警告，撤销任职资格或者证券从业资格，并各处以8-10万元不等的罚款，鉴于中科证券已经被撤销证券业务许可，进入破产程序，不再给予责令关闭的行政处罚。同日，证监会认定张钢等5名责任人员为市场禁入者，3-10年内不得从事任何证券业务和担任上市公司高级管理人员，也不得在其他任何从事证券业务的机构中任职。

## 现代证券
作为韩国最大券商之一，韩国现代证券1998年即在上海设立办事处。在经历中国股市的一波牛市行情并逐渐熟悉市场后，韩国现代证券开始寻找中国合作伙伴，谋求在中国证券市场更大的发展。现代证券选择与中科信托积极接触，但碍于中科证券的现实条件，双方转寻渐进合作。2001年3月，中科信托与现代证券旗下子公司现代信息合资成立神州新龙，为中科信托改制后成立的中科证券开发证券业务综合平台，待系统开发完成并正式投入商业运营后，收取交易手续费的25%。现代证券希望通过这种方式曲线涉足中国证券市场。但随着中科信以及中科证券的关闭和撤销，现代证券合资计划事实破产。